# António Rosa Coutinho
António Alva Rosa Coutinho CvA • ComIH • GOL (Celorico da Beira, 14 de fevereiro de 1926 — Lisboa, 2 de junho de 2010) foi um almirante e político português da segunda metade do século XX.

## Biografia
Oficial da Armada, passou grande parte da sua carreira naval a bordo — e, a partir de um certo momento, no comando — de navios hidrográficos. Nos anos 60, uma missão de patrulhamento e pesquisa no rio Zaire valeu-lhe a captura por guerrilheiros da Frente Nacional de Libertação de Angola (FNLA) e alguns meses de privação da liberdade.
No período do 25 de Abril de 1974, era capitão de fragata e foi um dos elementos da Armada designados para integrar a Junta de Salvação Nacional (JSN); data de então a sua promoção a Vice-Almirante. Nos primeiros meses da nova situação, a sua actuação foi discreta; chegou a coordenar o Serviço de Extinção da PIDE-DGS e Legião Portuguesa.
Em finais de Julho, após a demissão do último Governador-Geral de Angola, General Silvino Silvério Marques, Rosa Coutinho foi chamado a substituí-lo, na qualidade de Presidente da Junta Governativa de Angola. Confirmado membro da JSN, após os acontecimentos de 28 de Setembro de 1974, ganhando a qualidade de Alto-Comissário em Angola, a partir de Outubro, Rosa Coutinho permaneceu no território até à assinatura dos Acordos de Alvor (Janeiro de 1975) entre o Estado Português e os três movimentos de libertação - Frente Nacional de Libertação de Angola (FNLA), Movimento Popular de Libertação de Angola (MPLA) e União Nacional para a Independência Total de Angola (UNITA).  É relativamente unanime que a sua sua actuação em Angola favoreceu o MPLA face aos restantes movimentos independentistas, tendo ajudado a reforçar o papel de Agostinho Neto na liderança do MPLA.  Os Acordos de Alvor nunca são aplicados e o MPLA, apoiado por conselheiros soviéticos e tropas cubanas, elimina os inimigos, primeiro em Luanda, que resultou no início da guerra civil em Angola. As tropas cubanas entraram em solo Angolano, apoiaram a vaga de prisões de oponentes ao MPLA com a complacência e passividade de Rosa Coutinho.  Defendeu a integridade territorial de Angola contra o separatismo de Cabinda apoiado pelo Zaire.
Toma posse como membro do Conselho da Revolução (CR), a 17 de março de 1975, tendo demonstrado sempre uma proximidade com o Partido Comunista Português (PCP) e de Vasco Gonçalves, o que lhe valeu o epíteto de «almirante vermelho». Nos primeiros meses do ano viu o seu nome ligado à preparação de «legislação revolucionária», num sentido de radicalização do processo político iniciado em Abril do ano anterior, o que se concretizou após os acontecimentos de 11 de Março, que deram inicio ao chamado Processo Revolucionário em Curso (PREC).
Se a sua imagem 'esquerdista' não deixou de se acentuar, saliente-se que aquando da tentativa de Golpe de 25 de Novembro de 1975 cumpriu plenamente as instruções do Presidente da República e Chefe do Estado-Maior-General das Forças Armadas (CEMGFA), General Francisco da Costa Gomes (1914-2001), no sentido de desmobilizar forças navais da Margem Sul, inicialmente favoráveis aos golpistas.
Afastado do Conselho da Revolução no novo quadro pós-25 de Novembro, passado à reserva pouco depois, o Almirante Rosa Coutinho não mais voltaria à ribalta político-militar, tendo-se dedicado a intermediar negócios, através da Coteco, com o regime Angolano presidido por José Eduardo dos Santos. Participou também em alguns eventos, contra a instalação de misseis da NATO na Europa.
No âmbito das comemorações dos 50 anos do 25 de Abril, o seu nome terá sido proposto pela Associação 25 de Abril para uma condecoração com a Ordem da Liberdade. No entanto a enorme polémica gerada, por uma decisão não consensual levou a Presidência da Republica a adiar a intenção. Em julho de 2023, acabou por ser condecorado com a Ordem da Liberdade pelo presidente Marcelo Rebelo de Sousa.

## Condecorações
- Cruz de 1.ª Classe com Distintivo Branco da Ordem do Mérito Naval de Espanha (5 de Setembro de 1950)
- Cavaleiro da Ordem Militar de São Bento de Avis de Portugal (7 de Abril de 1964)
- Comendador da Ordem do Infante D. Henrique de Portugal (30 de Junho de 1971)
- Grande-Oficial da Ordem da Liberdade (5 de julho de 2023, a título póstumo)[14][15]